# Amphoe

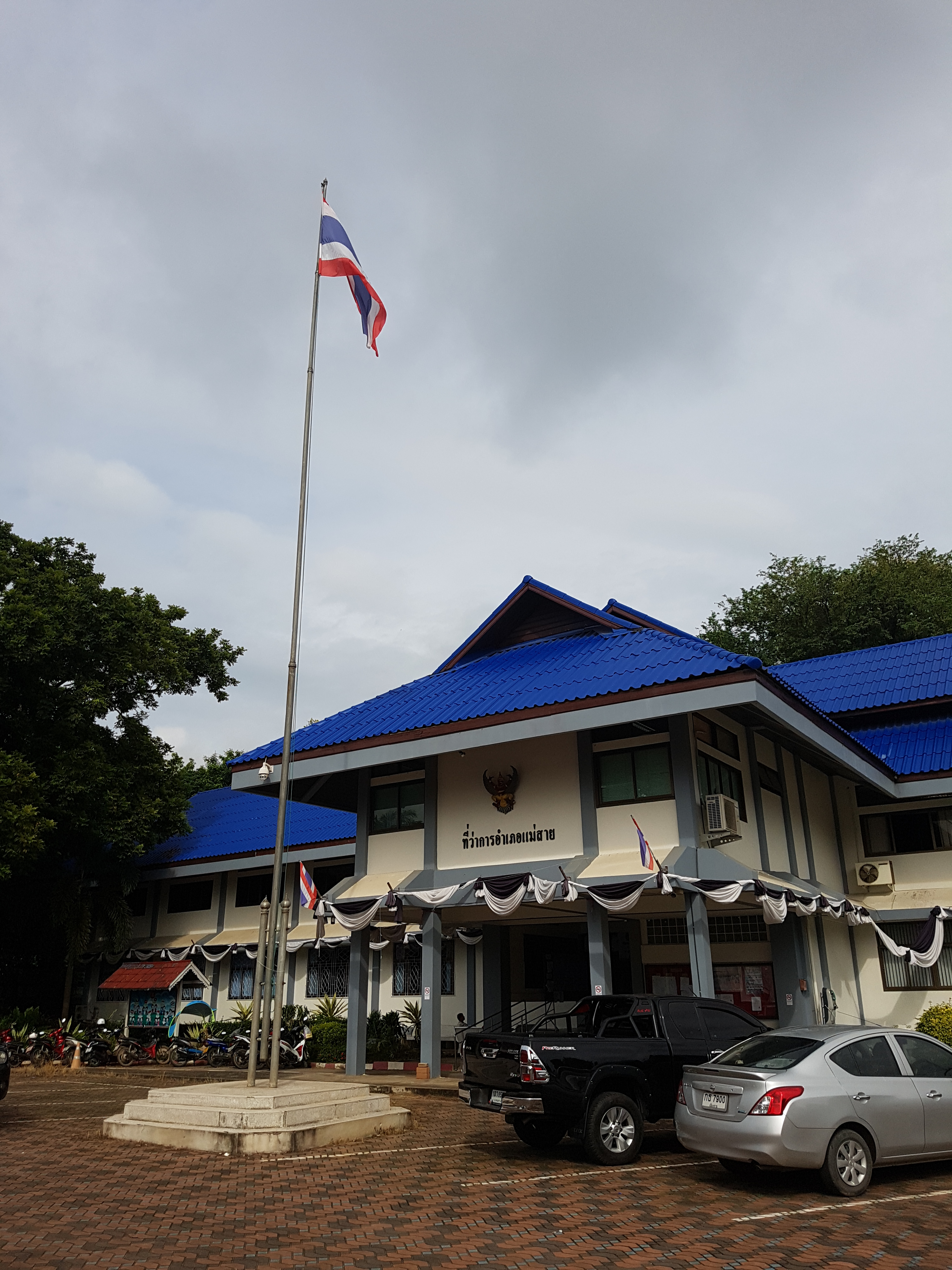
Oficina de amphoe Mae Sai en la provincia de Chiang Rai.

Amphoe (en ocasiones transcrito amphur, en tailandés: อำเภอ) es el segundo nivel de la administración pública de Tailandia, por debajo de la provincia. Se suele traducir en muchas ocasiones por departamento, distrito o circunscripción. Cada provincia está dividida en amphoes y estos a su vez en tambon.
Los amphoes varían de una zona a otra. Ahora en total Tailandia está organizada en 877 amphoes propiamente dichos. Los 50 distritos de Bangkok, la capital, se denominan khet (เขต), pero en los documentos oficiales se utiliza también el nombre de amphoe (término usado antes de la reforma administrativa de 1972). El número de amphoe por provincia es variable, y atiende más a razones étnicas e históricas que puramente administrativas. El de menor población es el distrito menor de Ko Kut en la provincia de Trat, con 2042 ciudadanos, mientras que en Amphoe Mueang Samut Prakan, en la provincia de Samut Prakan es el mayor, con 435 122 habitantes. Las áreas más pequeñas las ocupan algunos king amphoe de Bangkok, mientras que otros son de tamaño superior a provincias, como el Amphoe Umphang de la provincia de Tak, que llega a 4325,4 km².
Los distritos de los alrededores de las capitales de provincia se denominan amphoe mueang (distrito de la ciudad), que en ocasiones dan lugar a confusión con la propia ciudad.
- Datos: Q475061
- Multimedia: Districts of Thailand / Q475061